# Ctenus colonicus
Ctenus colonicus är en spindelart som beskrevs av L. des Arts 1912. Ctenus colonicus ingår i släktet Ctenus och familjen Ctenidae. Inga underarter finns listade i Catalogue of Life.